# 薩爾拉主教座堂

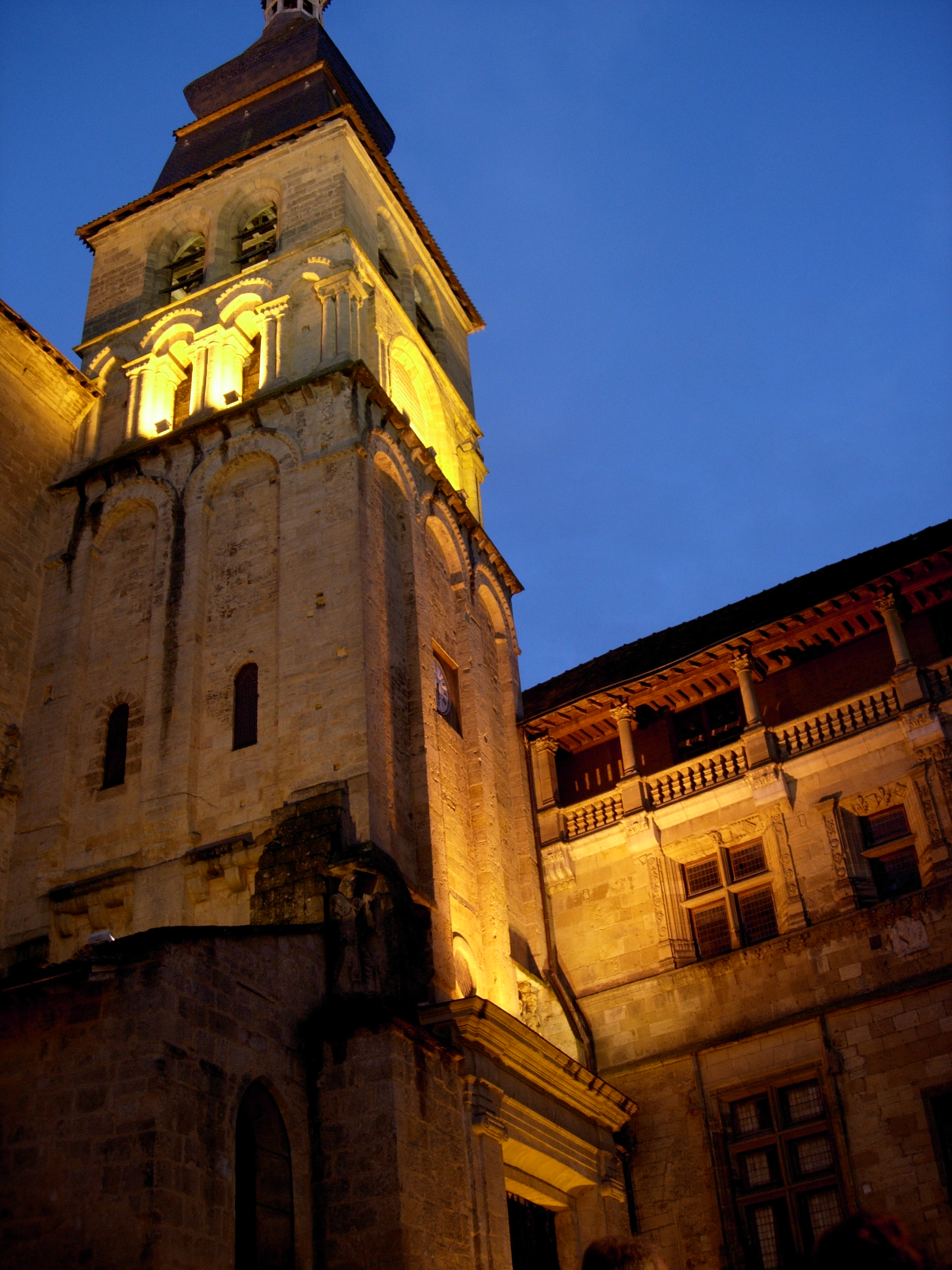
薩爾拉主教座堂

薩爾拉主教座堂（法語：Cathédrale Saint-Sacerdos de Sarlat) 是位於法國城市薩拉拉卡內達的一座羅馬天主教的教堂。在歷史上薩爾拉主教座堂曾經是一座主教座堂。薩爾拉主教座堂也是法國的國家紀念建築。